# Torneo femenino de rugby 7 en los Juegos Olímpicos de la Juventud de Nankín 2014
El torneo femenino de rugby 7 en los Juegos Olímpicos de la Juventud de Nankín 2014, fue la primera vez que se hizo presente el rugby en los juegos.
Se disputó en el Parque Olímpico de Deportes de Nankín, China.

## Desarrollo

#### Posiciones
| Pos. | Equipo         | Encuentros | Encuentros | Encuentros | Encuentros | Tantos  | Tantos    | Tantos     | Puntos |
| Pos. | Equipo         | jugados    | ganados    | empatados  | perdidos   | a favor | en contra | diferencia | Puntos |
| ---- | -------------- | ---------- | ---------- | ---------- | ---------- | ------- | --------- | ---------- | ------ |
| 1    | Australia      | 5          | 5          | 0          | 0          | 146     | 17        | 129        | 15     |
| 2    | China          | 5          | 4          | 0          | 1          | 144     | 32        | 112        | 13     |
| 3    | Canadá         | 5          | 3          | 0          | 2          | 108     | 71        | 37         | 11     |
| 4    | Estados Unidos | 5          | 1          | 1          | 3          | 59      | 98        | -31        | 8      |
| 5    | España         | 5          | 1          | 1          | 3          | 44      | 129       | -55        | 8      |
| 6    | Túnez          | 5          | 0          | 0          | 5          | 12      | 166       | -154       | 5      |

#### Resultados
| 17 de agosto | Australia | 31 - 0 | Túnez |  |  |

| 17 de agosto | Canadá | 10 - 24 | China |  |  |

| 17 de agosto | España | 12 - 12 | Estados Unidos |  |  |

| 17 de agosto | Australia | 15 - 12 | China |  |  |

| 17 de agosto | Canadá | 19 - 14 | Estados Unidos |  |  |

| 17 de agosto | España | 32 - 0 | Túnez |  |  |

| 18 de agosto | Australia | 38 - 0 | Estados Unidos |  |  |

| 18 de agosto | Canadá | 31 - 0 | España |  |  |

| 18 de agosto | China | 34 - 0 | Túnez |  |  |

| 18 de agosto | Canadá | 43 - 12 | Túnez |  |  |

| 18 de agosto | Estados Unidos | 7 - 29 | China |  |  |

| 18 de agosto | Australia | 41 - 0 | España |  |  |

| 19 de agosto | Estados Unidos | 26 - 0 | Túnez |  |  |

| 19 de agosto | España | 0 - 45 | China |  |  |

| 19 de agosto | Australia | 21 - 5 | Canadá |  |  |

### Definición 5° puesto
| 19 de agosto | España | 25 - 5 | Túnez |  |  |

### Semifinales
| 19 de agosto | Australia | 33 - 0 | Estados Unidos |  |  |

| 19 de agosto | China | 19 - 26 | Canadá |  |  |

### Final de bronce
| 20 de agosto | Estados Unidos | 0 - 12 | China |  |  |

### Final de oro
| 20 de agosto | Australia | 38 - 10 | Canadá |  |  |

### Medallero
| Evento | Oro                        | Plata                      | Bronce                                |
| ------ | -------------------------- | -------------------------- | ------------------------------------- |
|        | Campeón Olímpico Australia | Subcampeón Olímpico Canadá | Ganador de la Medalla de Bronce China |